# 馮行賢
馮行賢（？—？），字補之，號無咎，江南蘇州府常熟縣人，清朝詩人。

## 生平
馮班長子。少稟承家學，能詩善書，詩歌學其父，後學白居易，工書法，“清秀無俗氣”，精篆刻。康熙十八年（1679年）獲薦博學鴻詞科，不第。康熙二十二年（1683年）協助錢陸燦纂修《常熟縣志》。中年入京師，名聲甚佳。康熙四十年（1701年）後卒。著有《餘事集》。女婿黃衍（字昌宗，號長原，黃公望裔孫）工書法，精篆刻。